# عکاسی زیر آب

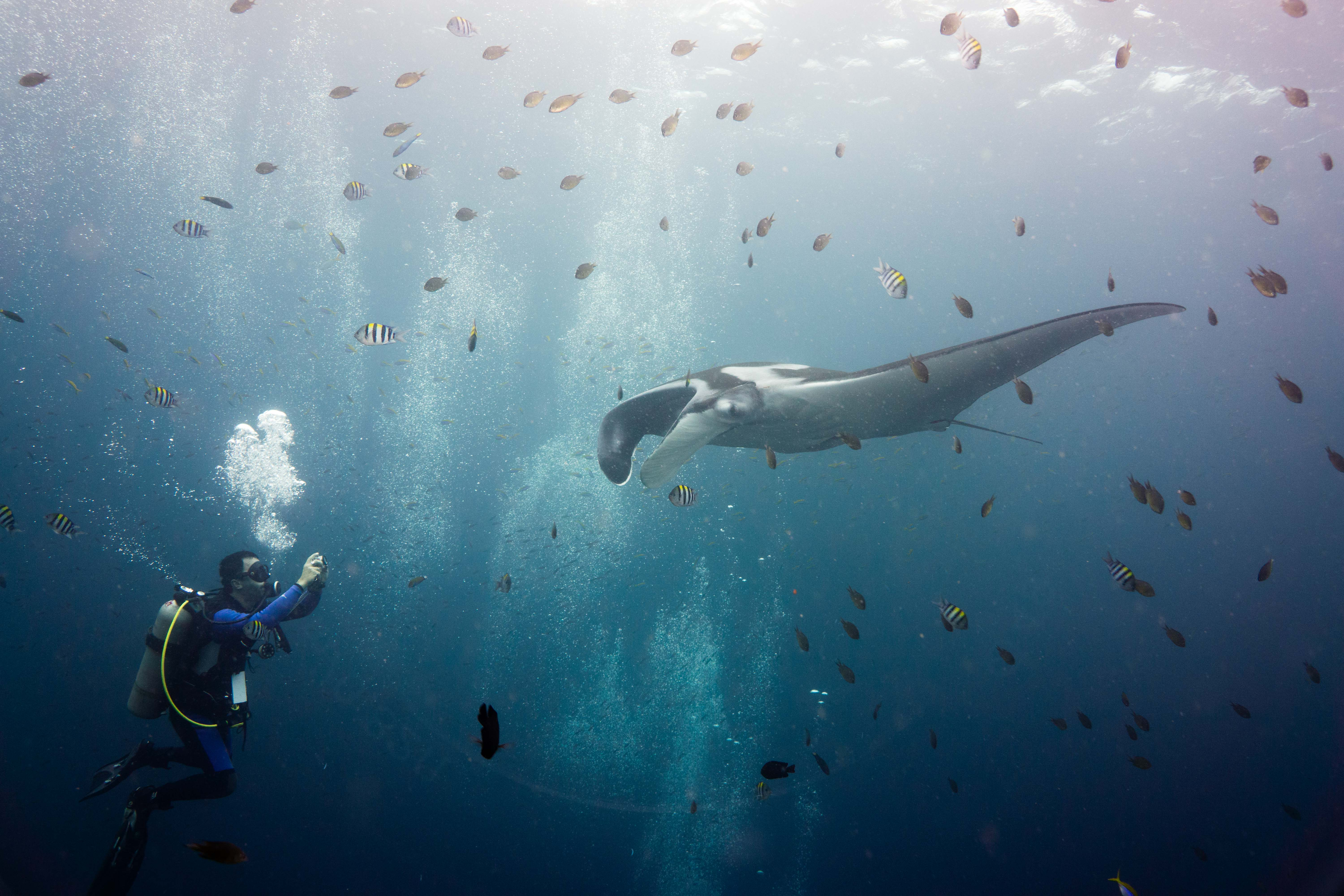
نگاره‌ای از یک غواص حین عکاسی زیر آب از سفره‌ماهی غول‌پیکر اقیانوسی در پارک ملی موکو فی‌فی (en) واقع در استان کرابی، تایلند.

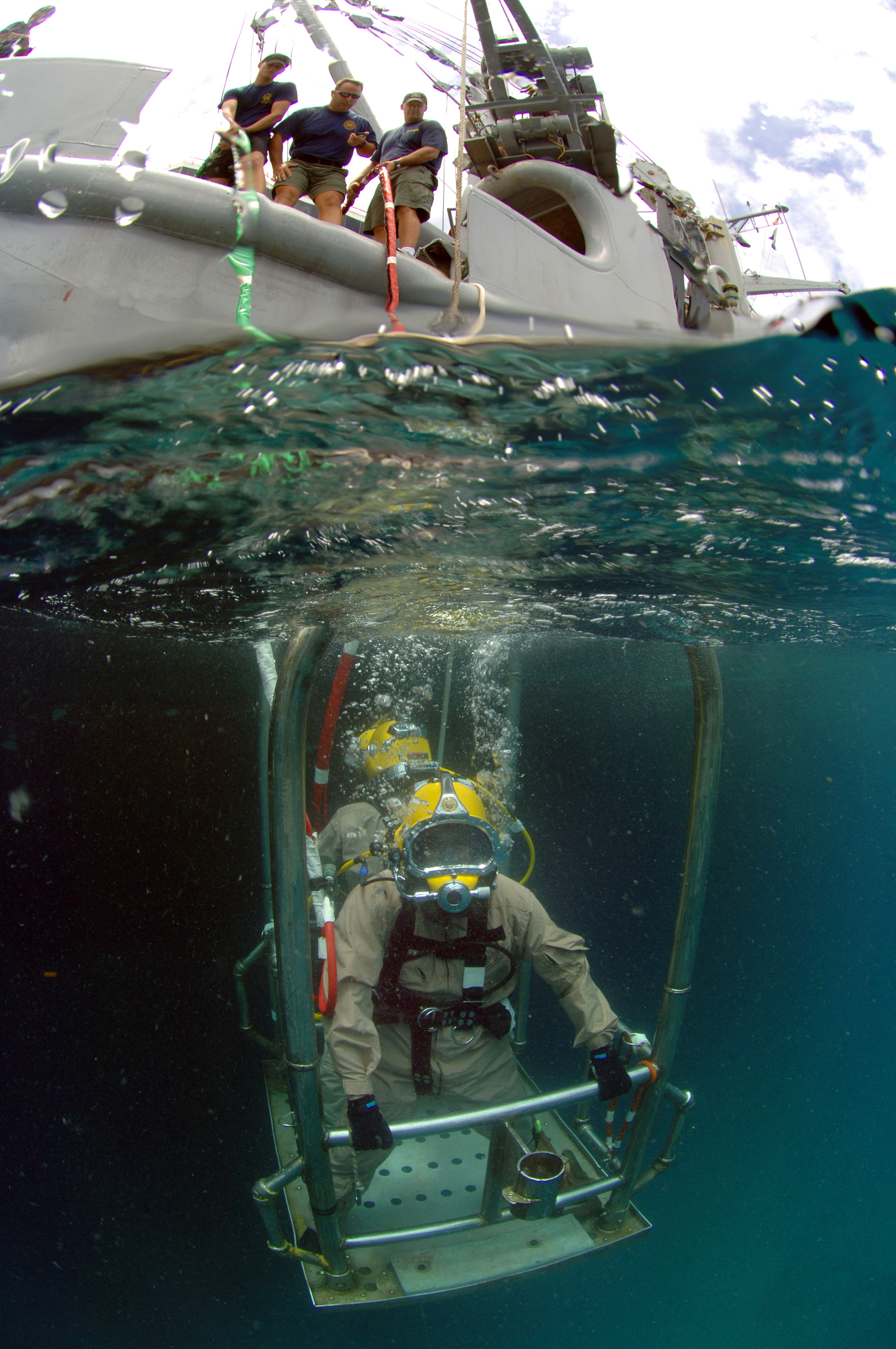
تصویر تقسیم‌شده غواصانی را نشان می‌دهد که از یک کشتی پشتیبانی غواصی به سمت محل کار زیر آب می‌روند.

عکاسی زیر آب، شاخه‌ای از عکاسی است که از آبزیان یا جاذبه‌های زیرآب عکسبرداری می‌شود.
کنترل حرکت، در عکاسی زیرآب بسیار مهم است زیرا برخلاف سطح زمین سوژه‌ها و عکاس همیشه در حال جنبش و حرکت‌اند.
انعکاس نور عامل دیگری است که تأثیر زیادی بر عکاسی زیر آب می‌گذارد. عکاس، هر چقدر عمیق‌تر در عمق آب فرورود به نور کمتری دسترسی خواهید داشت و رنگ قرمز در عکسها برجسته‌تر می‌شود.
سوژه‌ها در زیر آب بسیار کوچک‌تر از سطح زمین توسط دوربین ثبت می‌شوند. عکاسان آماتور همیشه از دیدن عکس ماهی بزرگی که در زیر آب عکسبرداری کرده‌اند متعجب می‌شوند.

## تجهیزات
برخی از دوربین‌ها برای استفاده در زیر آب ساخته شده اند، از جمله دوربین‌های دیجیتال ضد آب مدرن. اولین دوربین آبی خاکی کالیپسو بود که در سال ۱۹۶۳ با نام نیکونوس معرفی شد. مجموعه نیکونوس به طور خاص برای استفاده در زیر آب طراحی شده است. نیکون سری نیکونوس را در سال ۲۰۰۱ پایان داد و استفاده از آن، همانند دیگر سیستم‌های فیلم ۳۵ میلی‌متری، کاهش یافته است. سی اند سی یو‌اس‌آ موتور مارین III را ساخت که یک دوربین فاصله‌یاب آبی خاکی برای فیلم ۳۵ میلی متری است.

## سایر سبک‌های عکاسی
- عکاسی اجسام بی‌جان
- عکاسی طبیعت
- عکاسی منظره
- عکاسی پرتره
- عکاسی ورزشی
- عکاسی معماری
- عکاسی ماکرو
- عکاسی خبری
- عکاسی مد
- عکاسی حیات وحش
- عکاسی انتزاعی
- عکاسی مادون قرمز
- عکاسی نجومی

## عکاسان برجسته
- ایدرین بیدل – فیلمبردار انگلیسی
- ژاک-ایو کوستو – مخترع فرانسوی اسکوبا مدار باز، غواص پیشگام، نویسنده، فیلمساز و محقق دریایی
- هنری وی کندال – فیزیکدان ذرات آمریکایی که برنده جایزه نوبل فیزیک شد
- پی‌یر پتی – عکاس اولیه فرانسوی. اولین بار برای عکاسی در زیر آب.
- لنی ریفنشتال – کارگردان، تهیه‌کننده، فیلمنامه نگار آلمانی، تدوینگر، عکاس، بازیگر و رقصنده

## نگارخانه

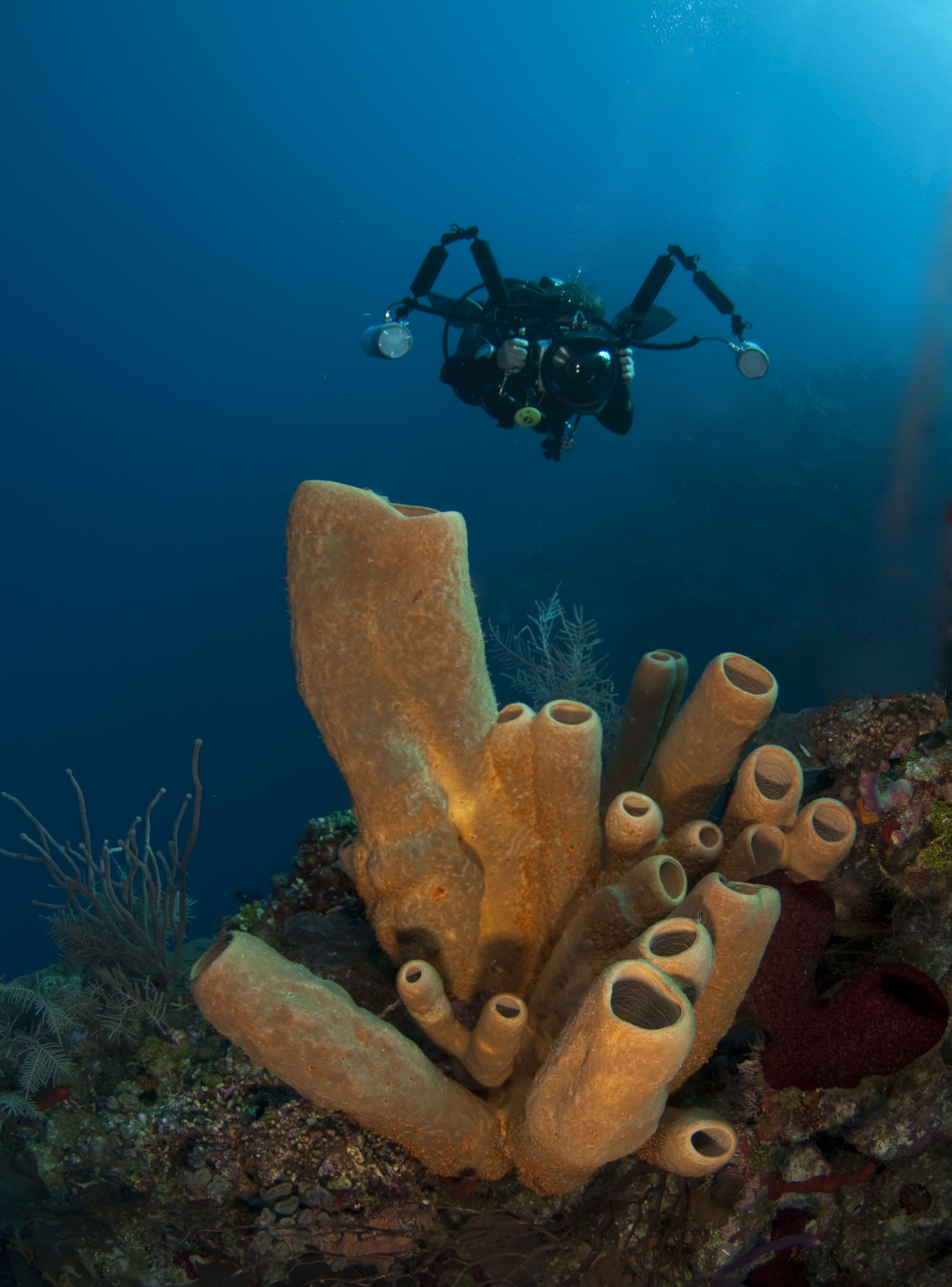
استروب‌ها برای کاهش پس پراکندگی قرار گرفته‌اند
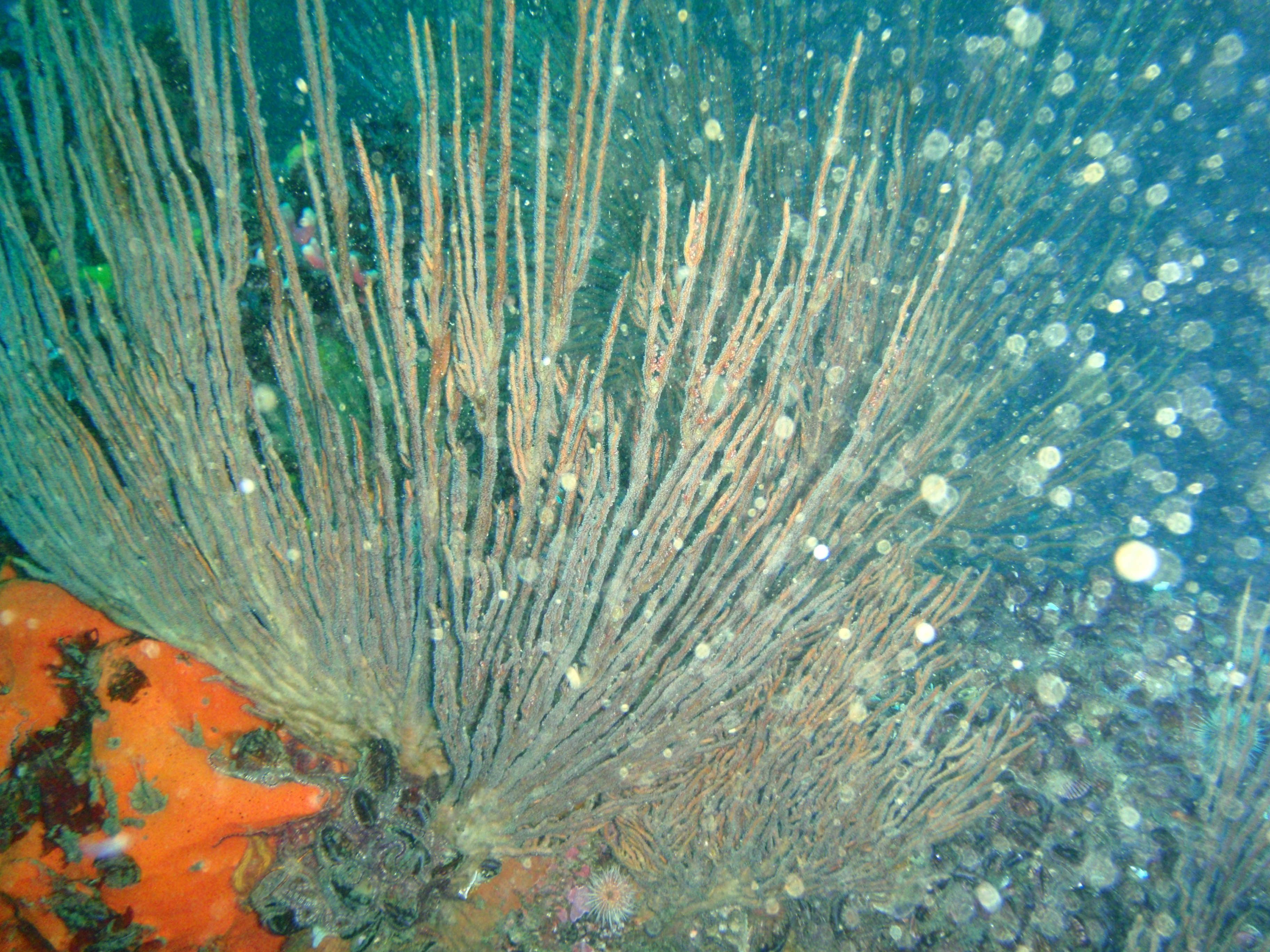
عکس زیر آب با استفاده از فلاش داخلی که نشان‌دهنده پراکندگی پسین است
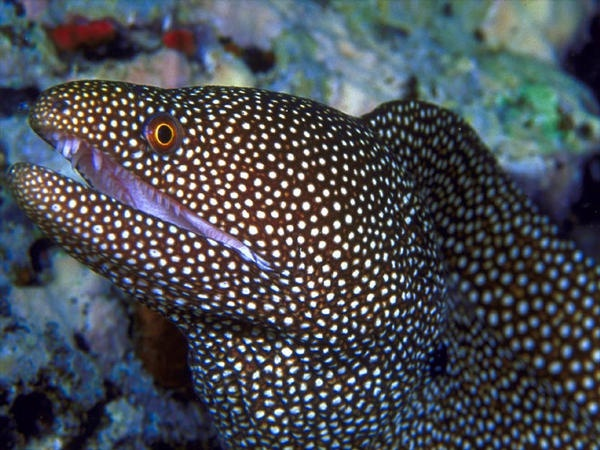
تصویر ماکرو از مارماهی سفید مورای با استفاده از فلاش ۱۰۰٪ برای نوردهی
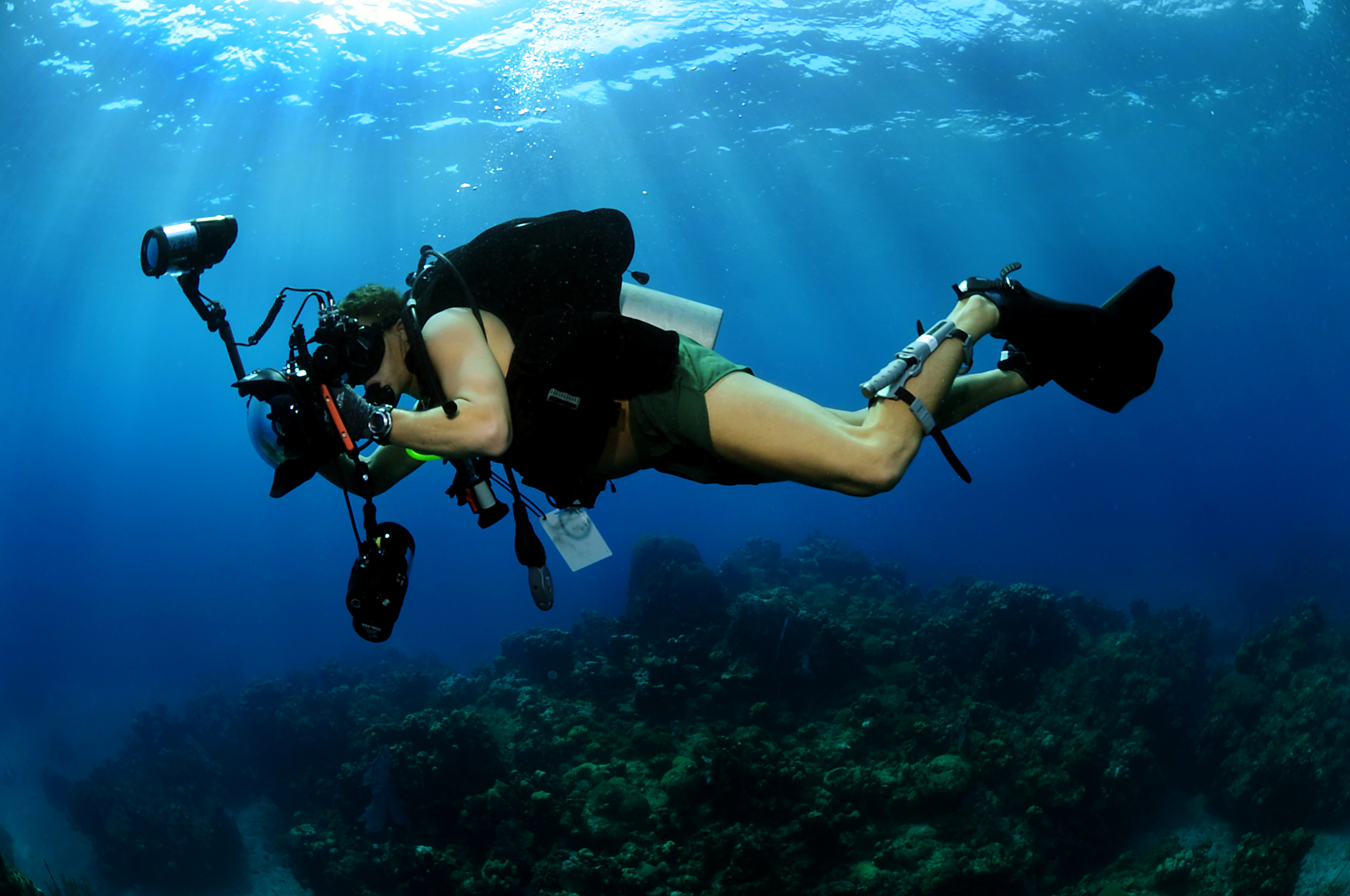
عکاسی زیر آب
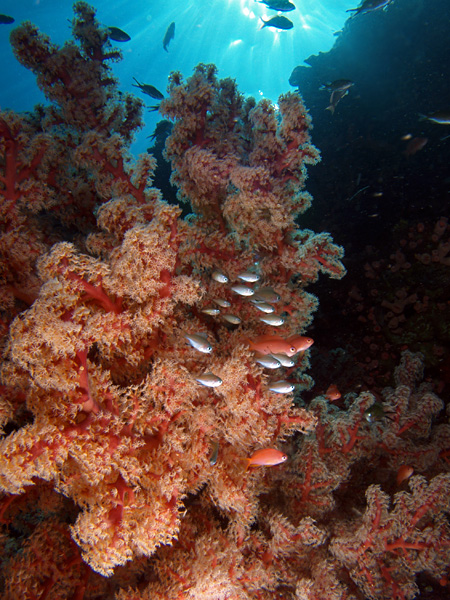
عکسی از زیر آب
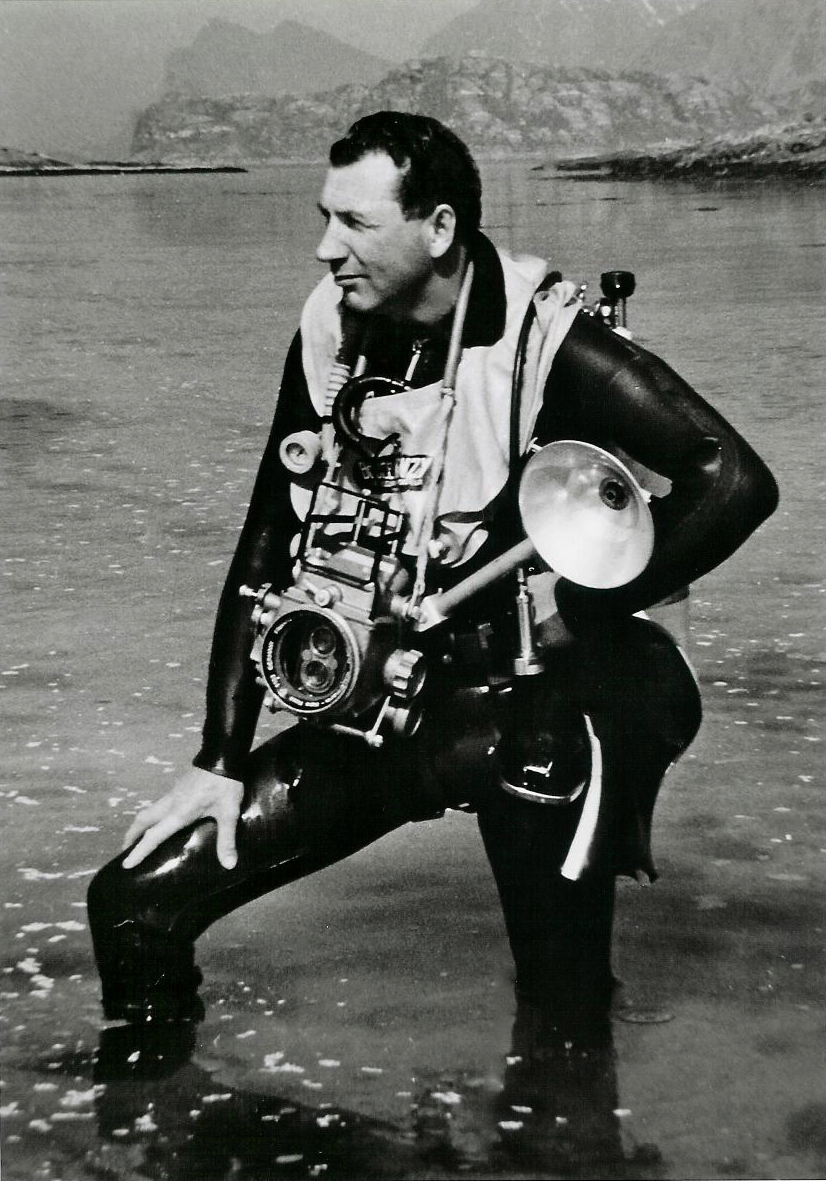
اود هنریک جانسون، پیشگام عکاسی در زیر‌ آب
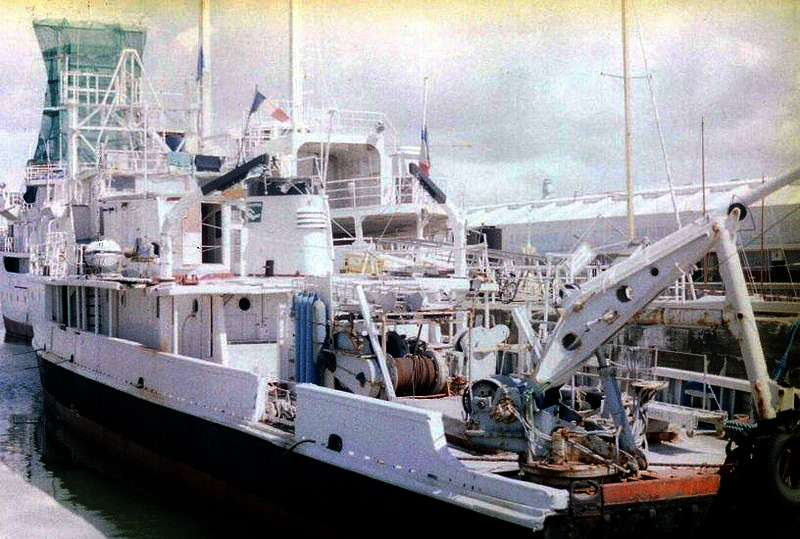
کشتی کالبیس ژاک ایو کوستو.
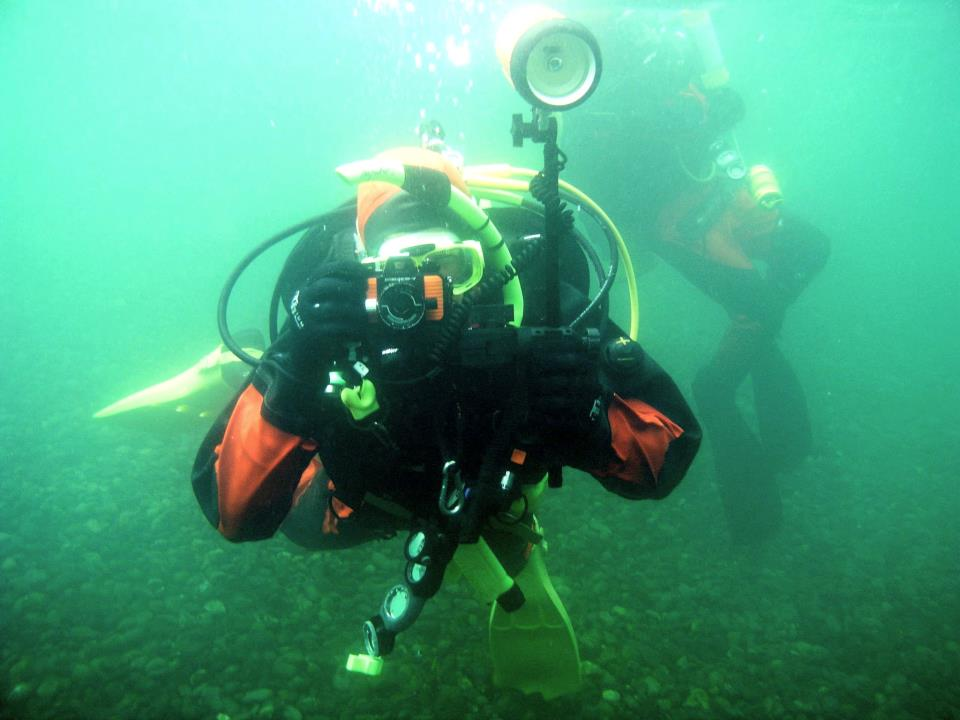
عکاسی زیر آب با مدل نیکون
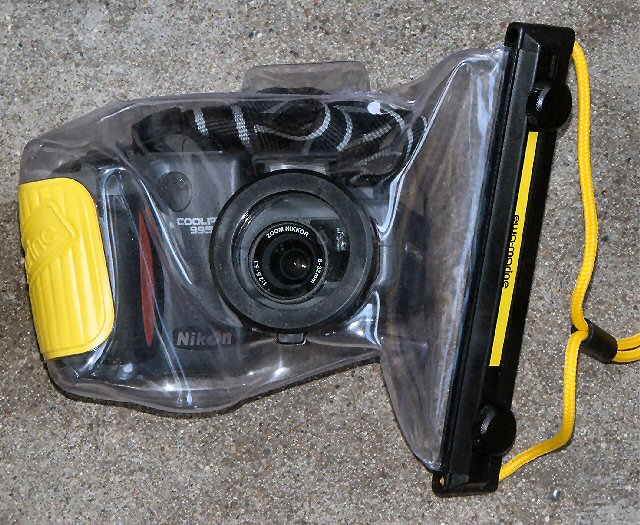
نیکون Coolpix E-955
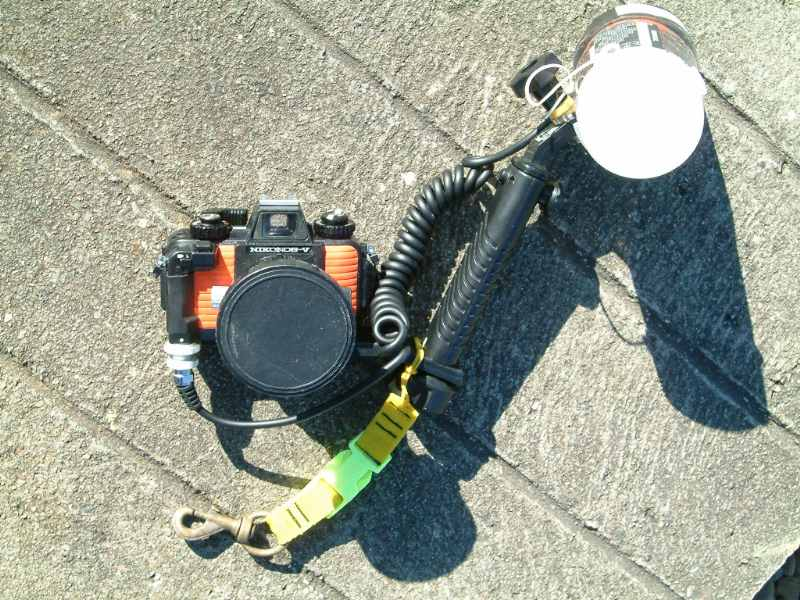
مدل نیکون برای عکاسی در زیر‌آب
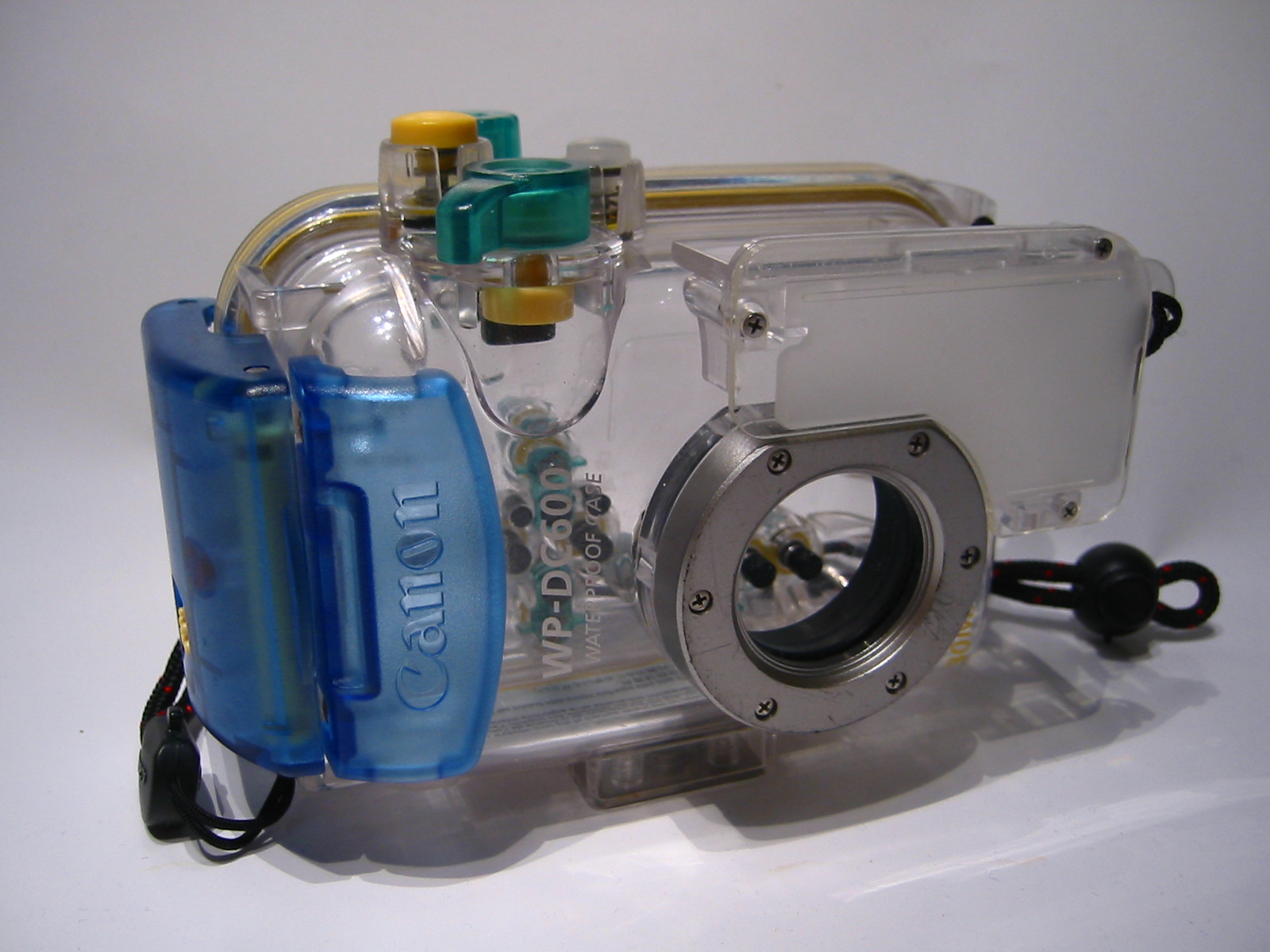
محفظه زیر آب برای دوربین دیجیتال کانن.
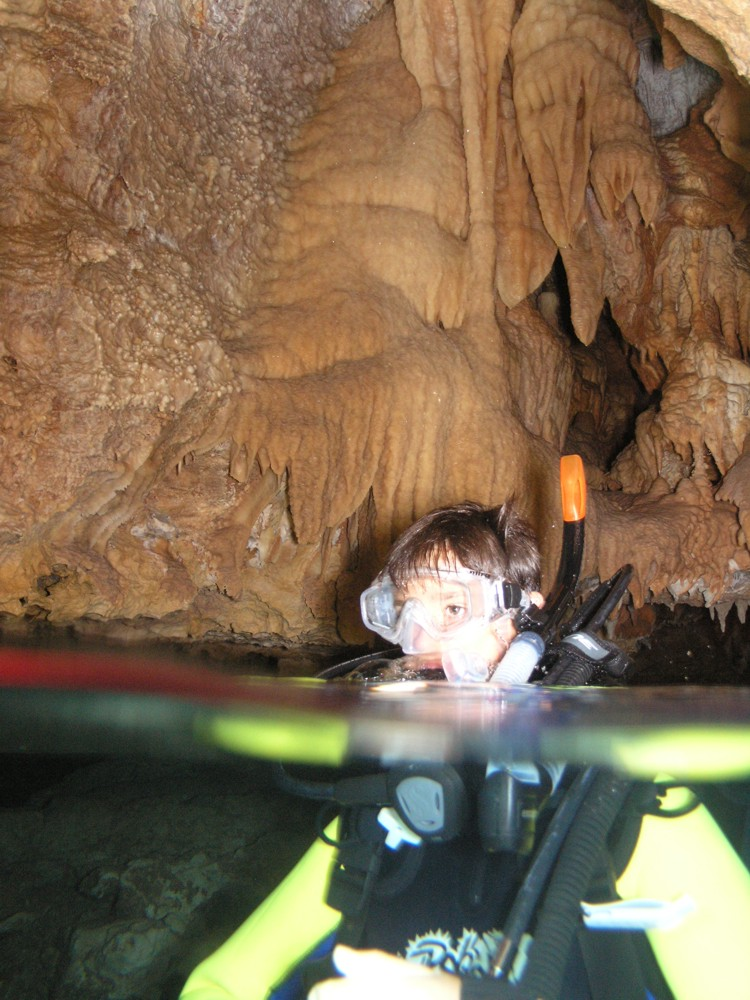
عکاسی از یک دریاچه در داخل غار ارواح در آلگرو با استفاده از تکنیک عکاسی بالا/پایین
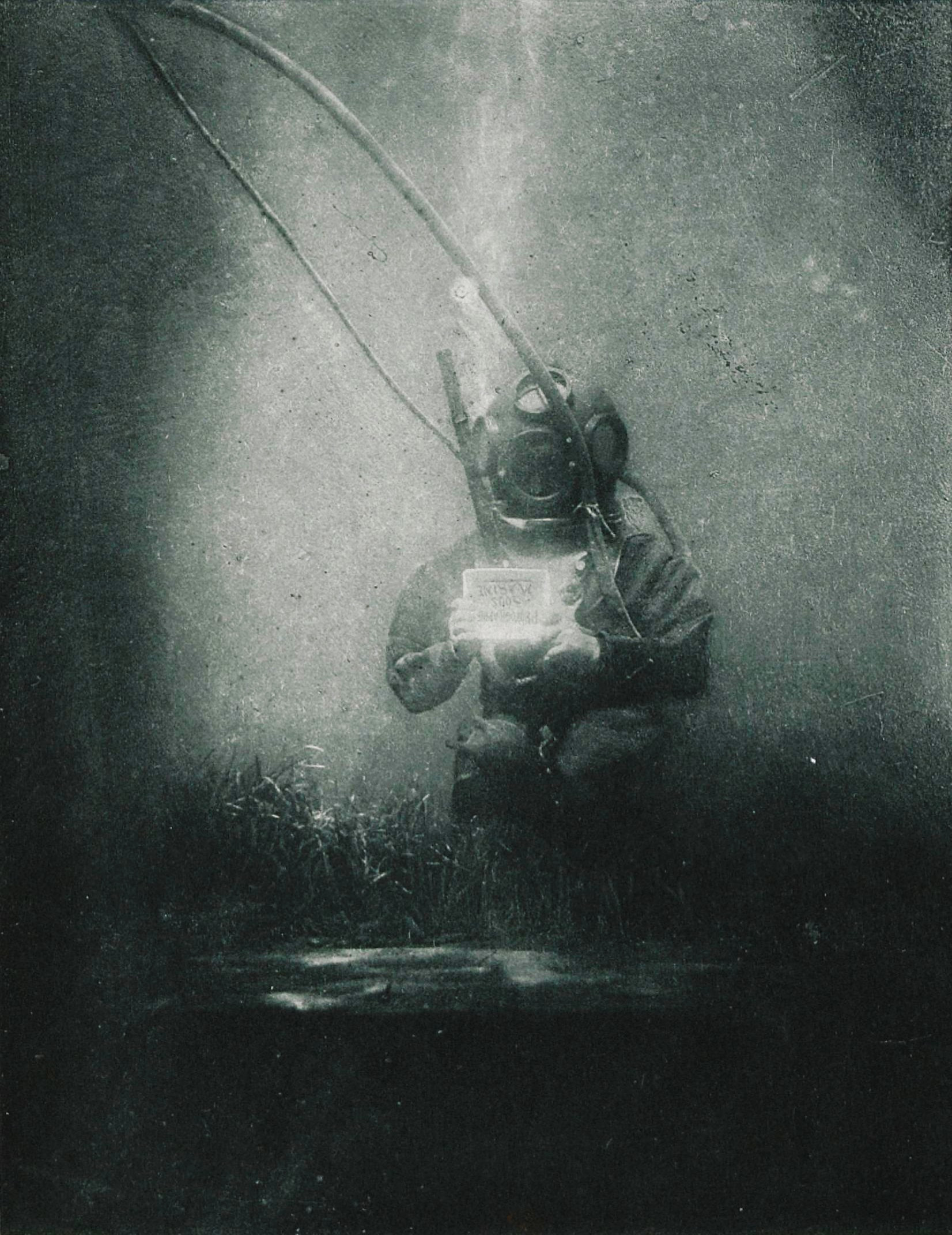
عکس زیردریایی امیل راکوویتزا در سال ۱۸۹۹ توسط لوئیس بوتان در رصدخانه اقیانوس شناسی بنیوس-سوق-مق، در فرانسه.
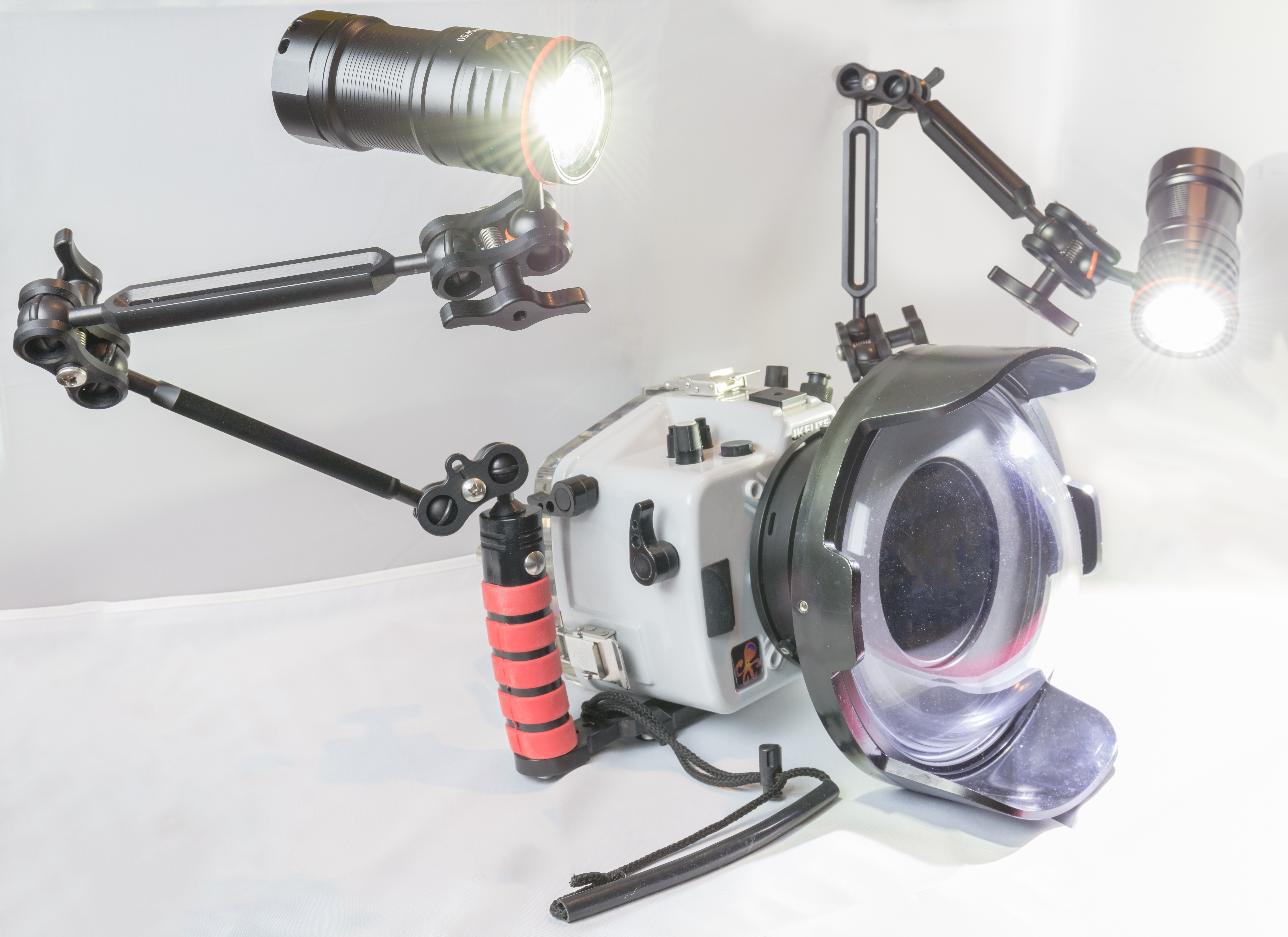
تجهیزات عکاسی با زاویه باز در زیر آب.
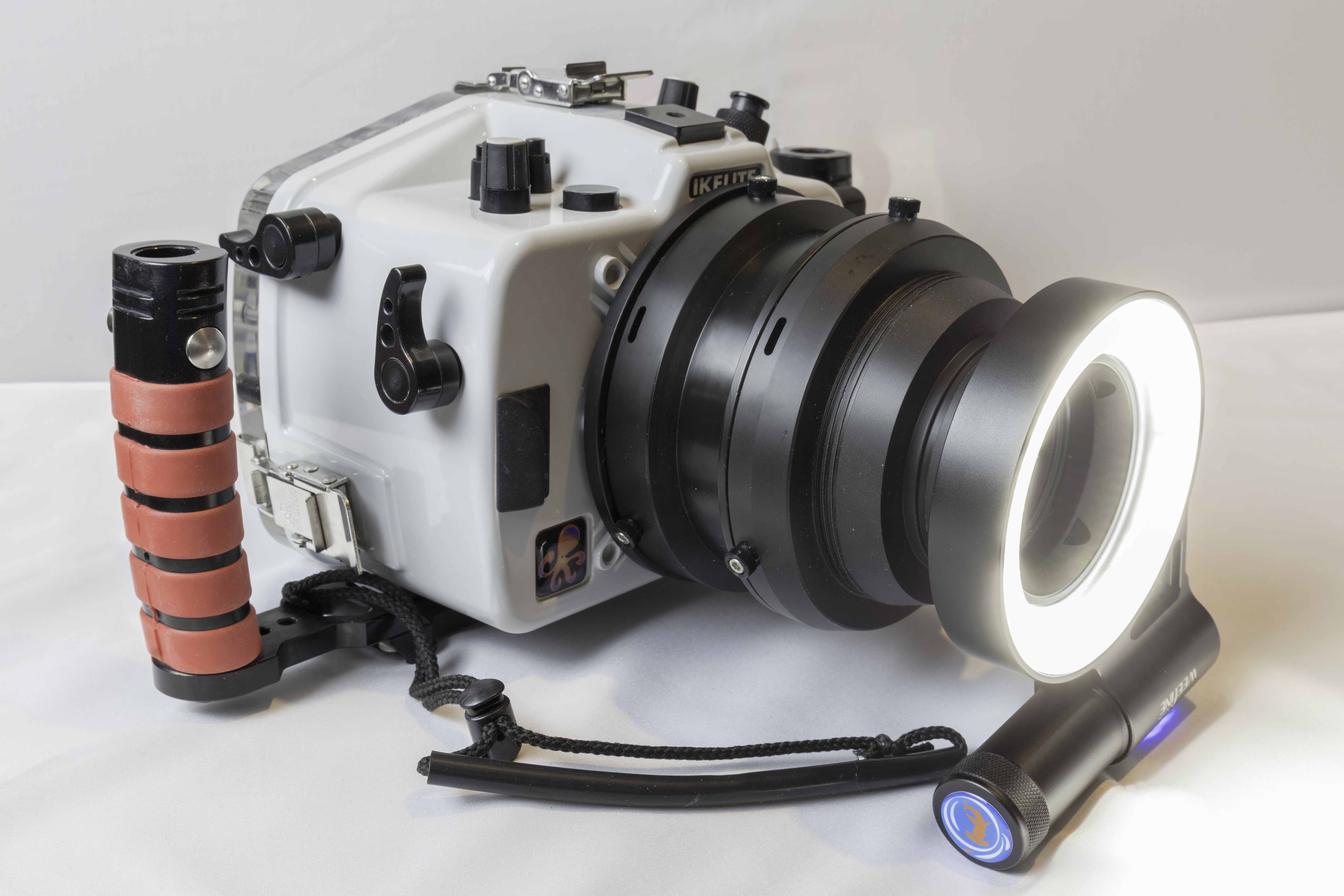
تجهیزات عکاسی ماکرو زیر آب
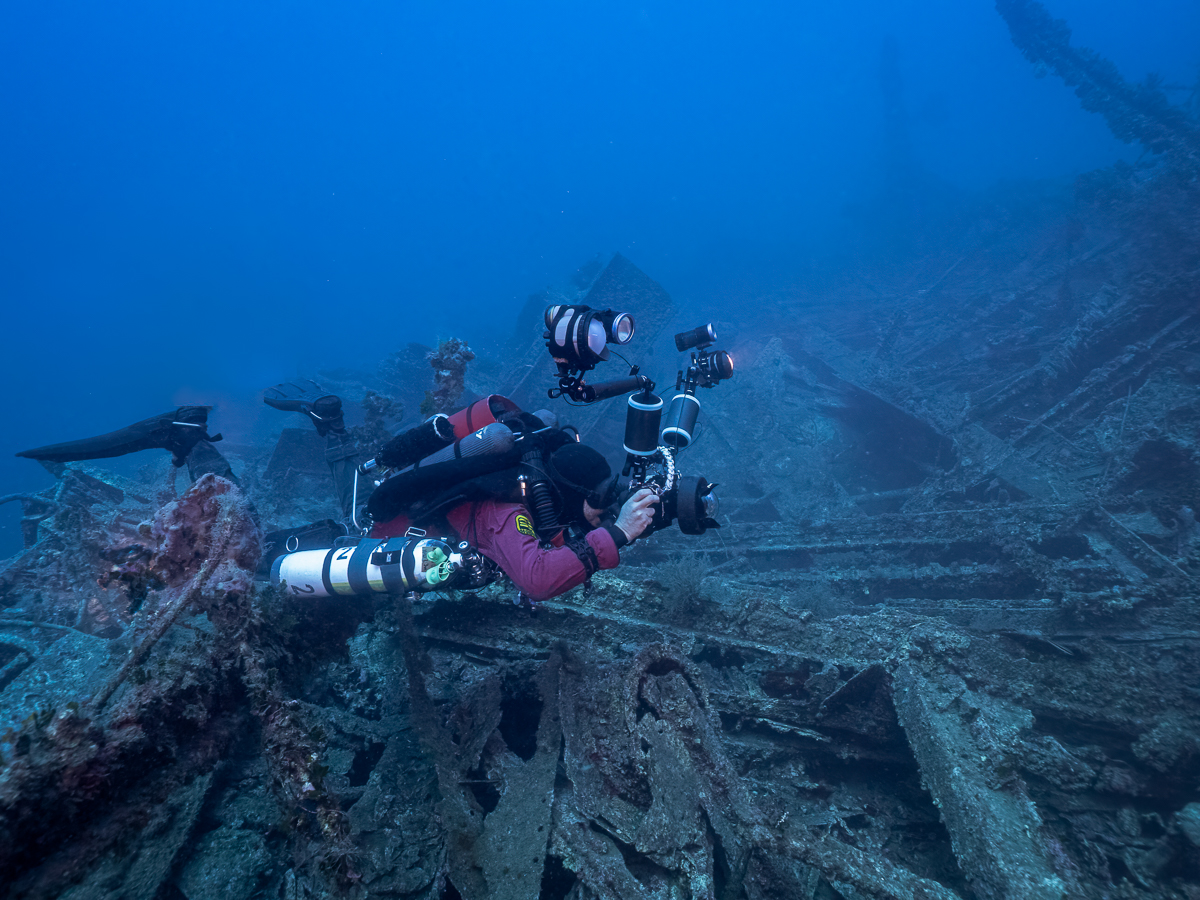
عکاس زیر آب در تنفس مجدد. الکساندر هاچه در کشتی لو پلینزین، مالت (۲۰۲۱).
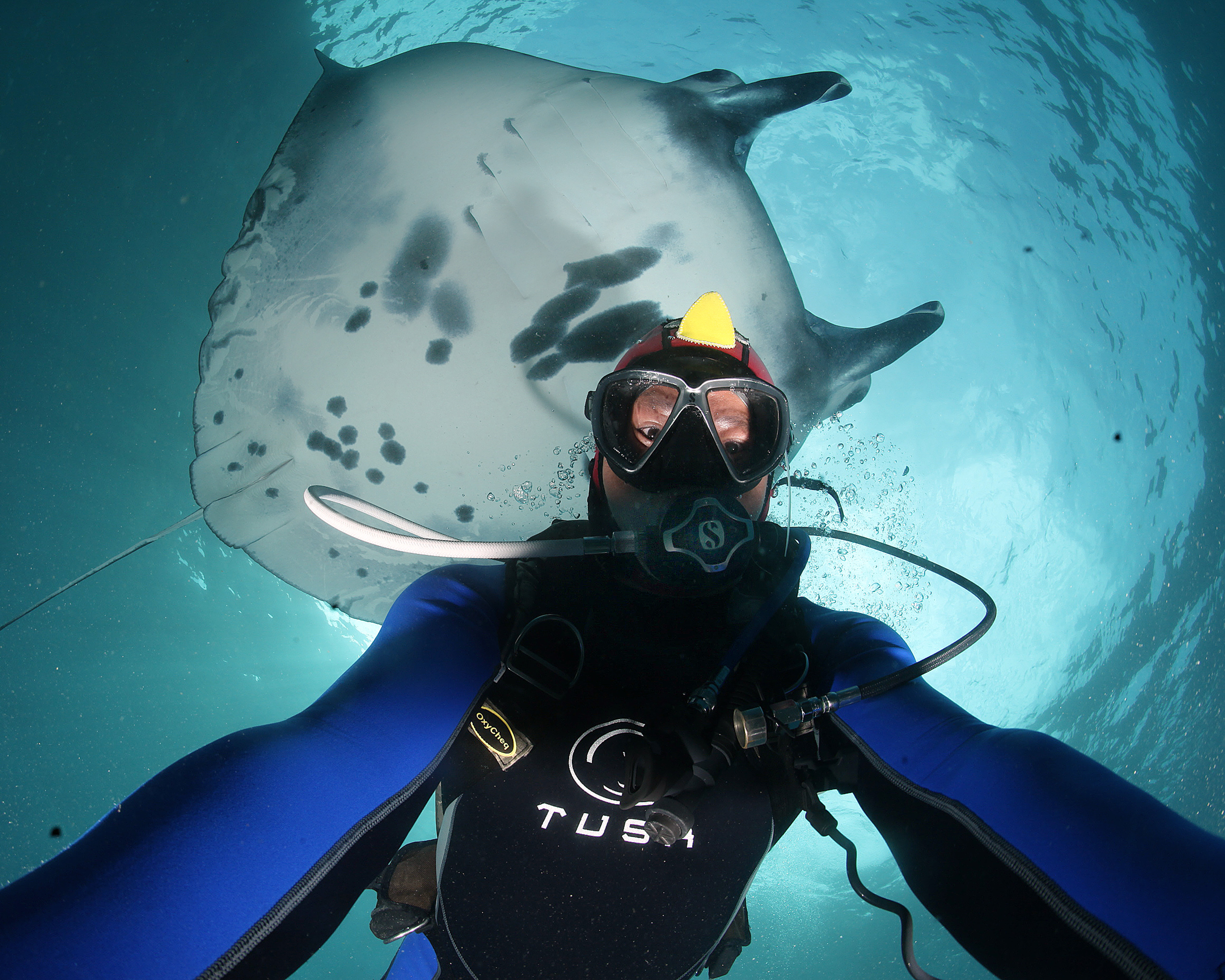
سلفی یک غواص در بالی اندونزی با پرتوی سفره‌ماهی غول‌پیکر اقیانوسی.
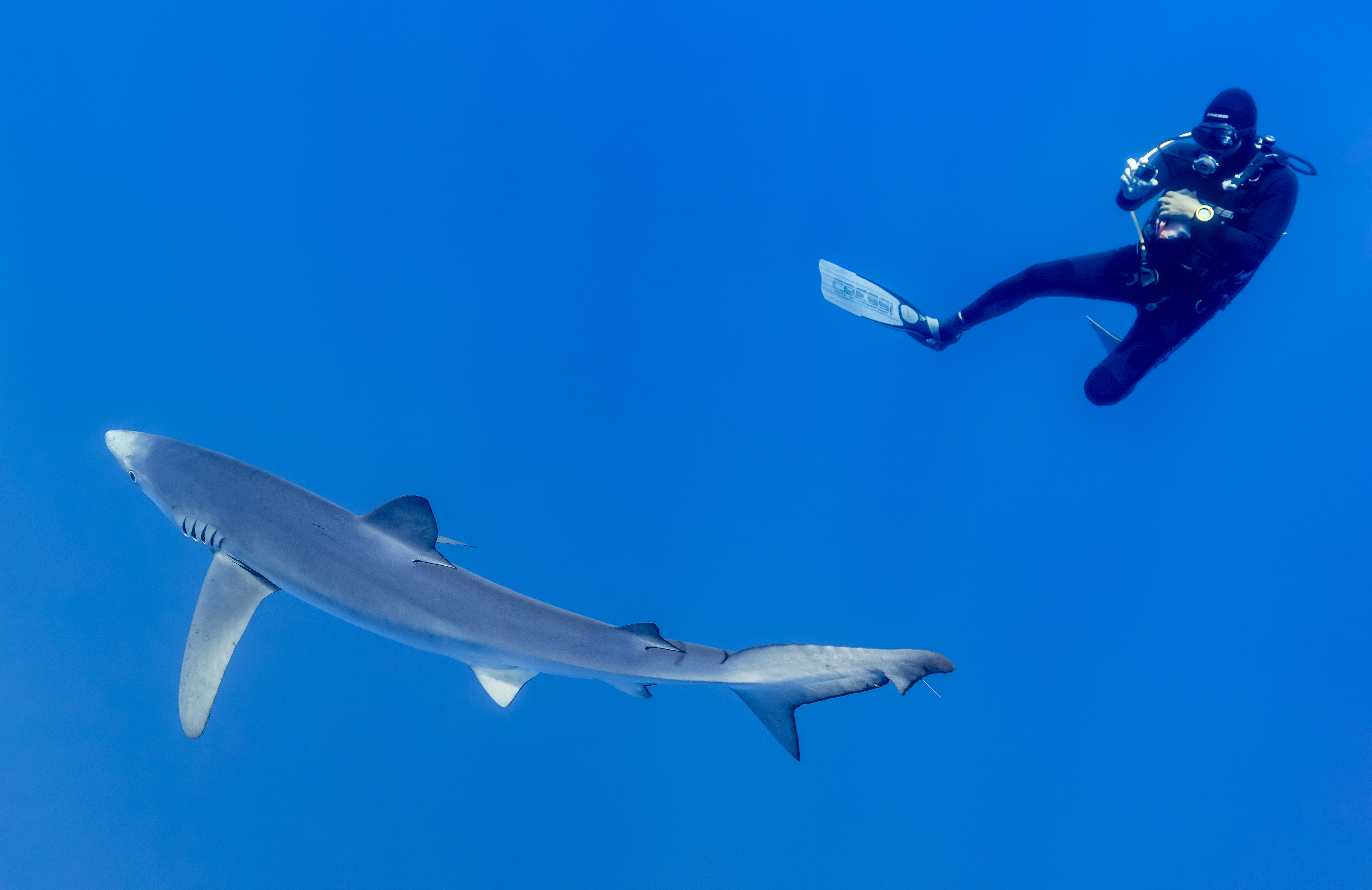
یک غواص در حال عکاسی از یک کوسه آبی در آزور
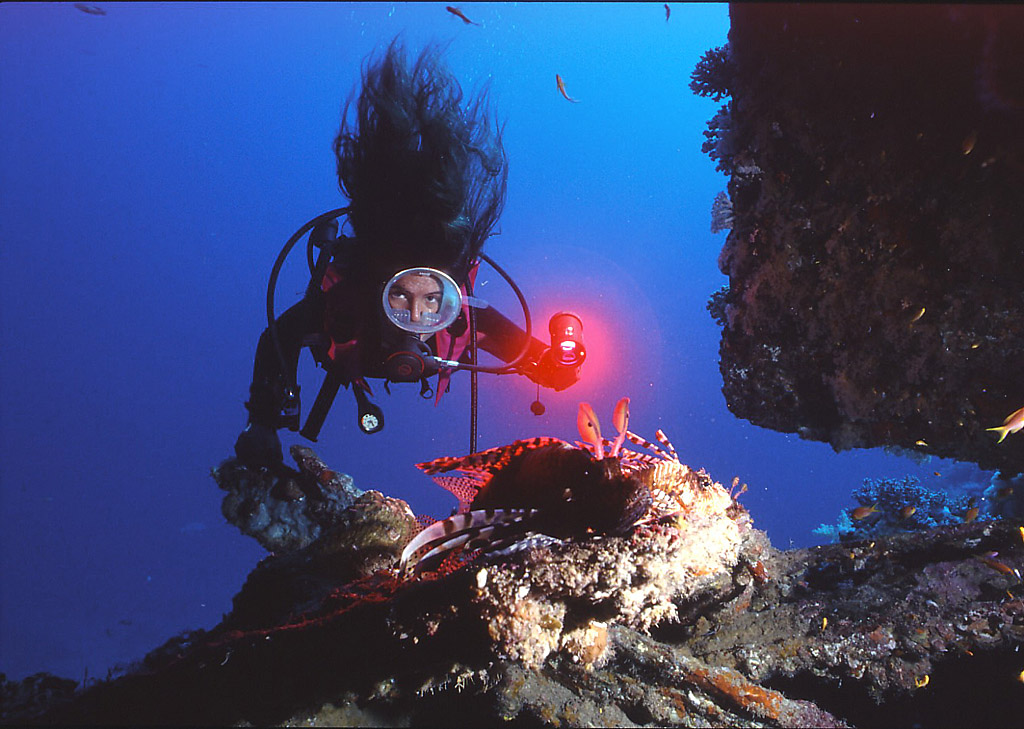
پرتره زیر آب از یک دوست غواصی.